# Luna de sangre (película)
Luna de sangre es una película española de drama de 1950, aunque no fue estrenada hasta 1952, dirigida por Francisco Rovira Beleta y protagonizada en los papeles principales por Paquita Rico y Francisco Rabal.
Está basada en la novela La Familia de Alvareda  de Fernán Caballero.
La película obtuvo un accésit de 100 000 pesetas en la 11.ª edición de los Premios Nacionales de Cinematografía concedidos por el Sindicato  Nacional del Espectáculo y que se celebró el 29 de enero de 1952.

## Sinopsis
Durante la invasión napoleónica en Arcos de la Frontera, la casa de los Alvareda se prepara para la boda de Elvira con un joven llamado Ventura. Esta no llega a celebrarse ya que Ventura mata a un soldado francés y se ve obligado a huir y esconderse en la serranía. Pasados unos años regresa a su hogar y reinicia sus relaciones con su novia, pero se enamora de Rita, la mujer de su futuro cuñado Pedro. La pasión y la ofuscación de su carácter le llevan a intentar violarla y Pedro lo mata, siendo él ahora quien tiene que refugiarse en el monte.

## Reparto
- Paquita Rico como Rita
- Francisco Rabal como Pedro Alvareda
- Isabel de Pomés como Elvira Alvareda
- Juan Manuel Soriano como Ventura Hurtado
- Ángela Liaño como Ana, madre de Pedro
- Modesto Cid como Pablo, padre de Ventura
- Pepita Fornés como María
- Luis Induni como Soldado francés
- Ramón Vaccaro como Bandido
- Jesús Puche como Bandido